# Graphomya amputatofassciata
Graphomya amputatofassciata är en tvåvingeart som beskrevs av Karsch 1886. Graphomya amputatofassciata ingår i släktet Graphomya och familjen husflugor. Inga underarter finns listade i Catalogue of Life.